# I'm Just a Kid
I'm Just a Kid è il singolo di debutto dei Simple Plan, estratto dal loro primo album No Pads, No Helmets... Just Balls e pubblicato il 19 febbraio 2002.

## La canzone
Il testo della canzone parla di tutti quelli che hanno passato un'infanzia difficile, quando si sentivano soli e non considerati da nessuno.

## Popolarità e successo commerciale
La canzone è stata utilizzata in alcuni film, tra cui Un ragazzo tutto nuovo ed Una scatenata dozzina.
La canzone ha avuto un incremento di popolarità ad aprile 2020, quando diventò virale sul social media TikTok. Grazie a ciò, è stata certificata disco di platino dalla RIAA il 26 maggio dello stesso anno, diciotto anni dopo la pubblicazione originale, e disco d'oro dalla British Phonographic Industry il 18 novembre 2022.
Il 27 ottobre 2022 è stata pubblicata una versione alternativa del brano con la partecipazione della cantante canadese LØLØ.

## Video musicale
Il videoclip vede un ragazzo che fa dei tentativi per impressionare una ragazza popolare (interpretata da Eliza Dushku), cercando di svolgere attività pericolose ed estreme, ma viene ogni volta interrotto da uno dei Simple Plan che prende il suo posto ma non riesce comunque ad avere successo, per poi essere coinvolto in vari incidenti. Alla fine il ragazzo riesce a findanzarsi con la ragazza, mentre il resto della band li guarda delusi, ammaccati e ingessati. La sequenza inizia con il chitarrista della band Sébastien Lefebvre, interpretando il tipico ragazzo fico, viene investito da un autobus della scuola mentre saluta con disinvoltura gli amici. Il video è stato realizzato con gli attori del film Un ragazzo tutto nuovo, come DJ Qualls, protagonista nel film.
L'11 novembre 2022 è stato pubblicato un video ufficiale anche per la versione con LØLØ, contenente scene di concerti dal vivo.

## Tracce
CD (prima versione), download digitale
1. I'm Just a Kid – 3:14

CD (seconda versione)
1. I'm Just a Kid (single edit) – 3:06
2. One By One – 3:23
3. Grow Up – 2:32

Streaming Amazon Original (2022)
1. I'm Just a Kid (feat. LØLØ) – 3:20

## Formazione
- Pierre Bouvier – voce
- Jeff Stinco – chitarra solista
- Sébastien Lefebvre – chitarra ritmica, voce secondaria
- David Desrosiers – basso, voce secondaria
- Chuck Comeau – batteria, percussioni